# Blazon Stone
Blazon Stone е шестият студиен албум на германската хевиметъл банда Running wild, с над 440 000 продадени копия в целия свят.

## Списък на песните
1. Blazon Stone – 6:31
2. Lonewolf – 4:49
3. Slavery – 5:15
4. Fire & Ice – 4:07
5. Little Big Horn – 4:59
6. Over The Rainbow – 1:57
7. White Masque – 4:19
8. Rolling Wheels – 5:33
9. Bloody Red Rose – 5:05
10. Straight To Hell – 3:50
11. Heads Or Tails – 4:59

Ремастерирани бонус парчета добавени в CD версията:
1. Billy The Kid – 4:47
2. Genocide – 4:48

## Членове
- Rock'n'Rolf – вокал, китари
- Axel Morgan – китари
- Jens Becker – бас
- AC – барабани